# 2014年全豪オープン
2014年 全豪オープン（2014ねんぜんごうオープン、Australian Open 2014）は、オーストラリア・メルボルンにある「メルボルン・パーク・ナショナルテニスセンター」にて、2014年1月13日から1月26日まで開催された。

## シニア

### 男子シングルス
スタニスラス・ワウリンカ def.  ラファエル・ナダル, 6–3, 6–2, 3–6, 6–3
- ワウリンカは4大大会初優勝。4大大会36度目出場での初優勝は、2001年ウィンブルドン選手権を48度目の出場で制したゴラン・イワニセビッチに次ぐ2番目に遅い初優勝である[1]。

### 女子シングルス
李娜 def.  ドミニカ・チブルコバ, 7–6(3), 6–0
- 李娜は大会初優勝。31歳での優勝は1973年大会を30歳で制したマーガレット・コートを抜き、全豪でオープン化以降の最年長女王となった[2]。

### 男子ダブルス
ルカシュ・クボット /  ロベルト・リンドステット def.  エリック・バトラック /  レイベン・クラッセン, 6–3, 6–3
- クボットとリンドステットは4大大会初優勝である。

### 女子ダブルス
サラ・エラニ /  ロベルタ・ビンチ def.  エカテリーナ・マカロワ /  エレーナ・ベスニナ, 6–4, 3–6, 7–5
- エラニとビンチは大会2連覇である。

### 混合ダブルス
クリスティナ・マダナビッチ /  ダニエル・ネスター def.  サニア・ミルザ /  ホリア・テカウ, 6–3, 6–2